# Prionodon hoffmannii
Prionodon hoffmannii är en bladmossart som beskrevs av C. Müller 1901. Prionodon hoffmannii ingår i släktet Prionodon och familjen Prionodontaceae. Inga underarter finns listade i Catalogue of Life.